# Das Geheimnis von D 14
Das Geheimnis von D 14 ist ein deutscher Sensations-Stummfilm aus dem Jahre 1915 von Harry Piel mit Fritz Kortner in der Hauptrolle.

## Handlung
Jakob Dungs ist ein überaus ehrgeiziger junger Mann vom Lande, der unbedingt Karriere machen will. Daher treibt es ihn per Flussschiff in die Hauptstadt. Mit seiner Freundin Marie, die mit ihren Ersparnissen die Reise finanziert, im Schlepptau, erreicht man Berlin. Kaum angekommen, hat Dungs nichts anderes im Sinn, als sich so rasch wie möglich seiner Marie zu entledigen und lässt sie, nachdem er ihr ihr Geld abgenommen hat, kurzerhand in einer Wirtschaft ohne einen Heller zurück. Mit der ergaunerten Barschaft kleidet sich Dungs erst einmal neu ein und begibt sich anschließend zu einem Vetter, der als Monteur bei einer großen Maschinenfabrik des Industriellen Rupp angestellt ist. Als ein Balken vom Hallendach herabstürzt, wirft sich Dungs dazwischen und rettet so das Leben der Tochter des Firmendirektors. Jakob wird dabei zwar schwer verletzt, gewinnt aber während seiner Genesung die Aufmerksamkeit der dankbaren Erretteten und den Dank des alten Rupp. Die Tochter des Direktors ist allerdings mit dem firmeneigenen Ingenieur verbandelt.
Dungs macht nun Karriere im Rupp’schen Familienbetrieb. Der Chef stellt ihn als Sekretär ein, und Dungs benutzt sogleich seine Stellung, um gegen den Freund der Direktorentochter zu intrigieren. Dieser Ingenieur muss daraufhin die Fabrik verlassen – ausgerechnet als der ganze Stolz der Firma, die neue Superlokomotive D 14, an die Regierung übergeben werden soll. In der D 14 steckt jedoch der Wurm drin, sie kann die an sie gestellten Erwartungen vor allem bezüglich der Geschwindigkeit nicht entsprechen. Dungs sieht für sich die Stunde gekommen, als Retter in der Not aufzutreten. Er trifft den regelmäßig betrunkenen alten Ingenieur der Firma, den alle nur „Doktor“ nennen, und der wegen seiner alkoholbedingten Unzuverlässigkeit einst gefeuert wurde und ins Gefängnis musste. Der Doktor schwadroniert, dass nur er die D 14 wieder zum Laufen bringen könne und erlangt damit die Aufmerksamkeit Jakobs. In einem geheim gehaltenen Laboratorium arbeiten die beiden fortan an einem neuen D 14-Modell. Dungs glaubt, damit endgültig den Sprung an die Firmenspitze zu erlangen. Wenn er die Pläne der neuen Lok der Firma überließe, verlange er aber nicht nur den Posten eines Ko-Direktors, sondern zugleich die Hand des Fräulein Rupp, erklärt der Parvenü. Schweren Herzens lässt man sich auf Jakobs Forderungen ein. Wie besessen arbeiten er und der Doktor an der Wiedergeburt von D 14, doch eines Tages kommt es zu einem heftigen Streit zwischen den beiden Konstrukteuren, und der Doktor verlässt wutentbrannt das Labor, nicht ohne Dungs mit einem Fluch zu belegen. 
Währenddessen haben sich der entlassene Rupp-Ingenieur und die sitzengelassene Marie, die nolens volens, um zu überleben, eine Berliner Halbweltdame geworden ist, zusammengetan, um sich an dem schurkischen Dungs zu rächen. Beide erfahren von dessen geheimen Wirken im Labor und können auch den abtrünnigen Doktor ausfindig machen, der sich ihnen und ihrem Racheplan nur allzu gern anschließt. Jakob Dungs ist ohne des Doktors Hilfe aufgeschmissen, er kann die neue D 14 allein nicht fertig stellen. Und so behauptet er kurzerhand gegenüber der Firmenleitung, dass es leider nichts mit der Superlokomotive wird, da ihm die Konstruktionspläne gestohlen worden seien. Der Ingenieur ertappt jedoch Dungs dabei, wie dieser die riesigen Modellbauteile der D 14 heimlich in eine gewaltige Kiste verpackt. An einer Verladestation soll ein großer Kran mit der Versuchslok kurzerhand im Meer versenkt werden, um alle Spuren zu beseitigen. Der Ingenieur springt auf den Kran und verhindert im letzten Augenblick die Versenkung. Derweil ist Marie im Laboratorium angekommen, um mit ihrem Ex-Liebhaber abzurechnen. Der versucht gerade, all seine Spuren zu verwischen, in dem er Sprengstoff anbringt. Es kommt zum großen Knall, bei dem Marie und Jakob Dungs ihre Leben lassen müssen. Der Ingenieur und der Doktor stellen die gerettete D 14 wieder her und können mit ihr einen neuen Geschwindigkeitsrekord aufstellen.

## Produktionsnotizen
Das Geheimnis von D 14 entstand vermutlich Mitte 1915, passierte die Filmzensur im August desselben Jahres und wurde wenig später uraufgeführt. In Wiener Kinos ist der Film seit dem 14. Dezember 1915 nachweisbar. Der Vierakter besaß eine Länge von etwa 1360 Metern.

## Kritiken
Die Kinematographische Rundschau schrieb: „Eine gut durchdachte und logisch gegliederte Handlung, reich an spannenden Einzelmomenten ist hier nach jeder Richtung hin in vollendeter Weise durchgeführt.“. 
Die Linzer Tages-Post befand: „Den Film machen die Bilder aus dem Getriebe der Maschinenfabrik und die schauspielerisch hervorragende Leistung des Hauptrollenträgers sehenswert.“. 
Im Teplitz-Schönauer Anzeiger konnte man lesen: „Die sehr spannende Handlung in Verein mit den Aufnahmen in Deutschlands größter Maschinenfabrik stempeln den Film zu einer Attraktion im wahrsten Sinne des Wortes.“. 
Die Villacher Zeitung lobte: „Dieses phantastische soziale Drama ist großartig aufgebaut [und] von nur erstklassigen Künstlern gespielt … Der Film ist kunsttechnisch vor hervorragender Güte und an sich ein Meisterwerk der Lichtspielkunst.“. 